# Vina (Mbéré)
Der Vina oder Wina, auch Mbina und Bini, ist ein Fluss in Kamerun. Er ist der längste der Quellflüsse des Logone.

## Verlauf

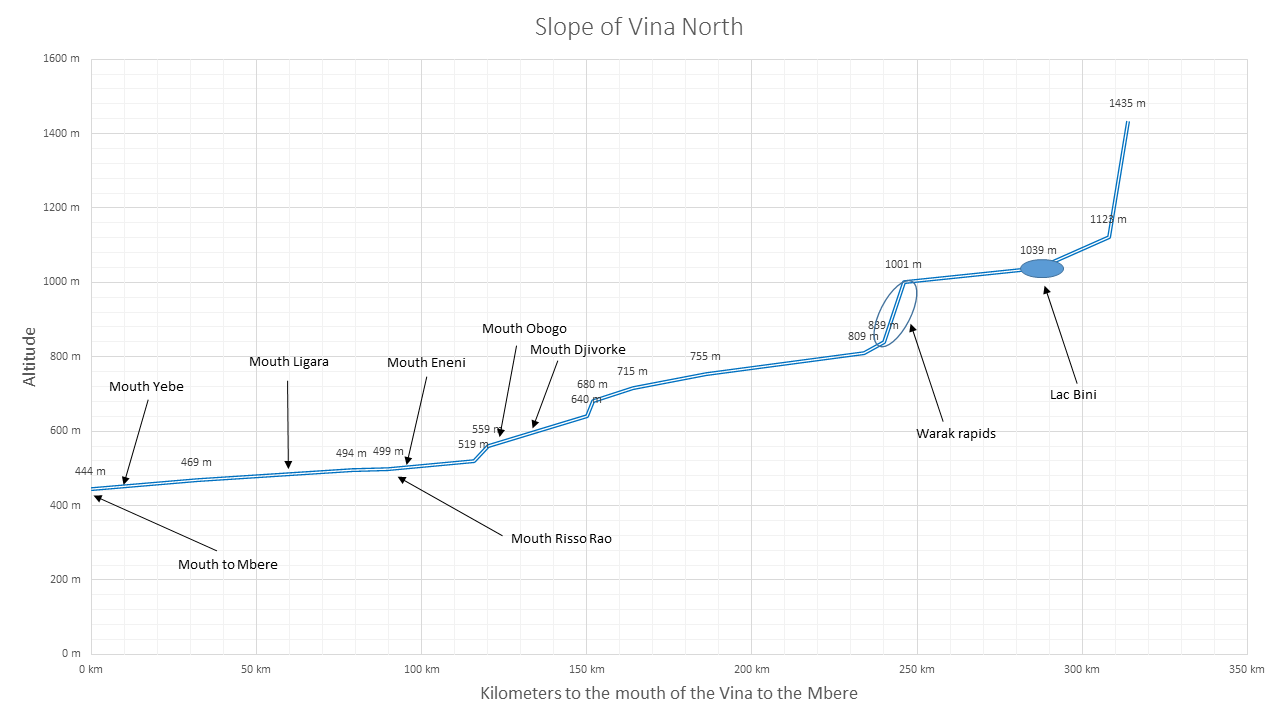
Grafische Darstellung des Sohlengefälles des Vina

Der Fluss hat seine Quellen nördlich der Stadt Ngaundere im Hochland von Adamaua, auf einer Höhe von 1435 m. In seinem Oberlauf wird er meist als Bini bezeichnet. Er durchfließt den Lac Bini, bevor er über mehrere Stromschnellen in einem tief eingeschnittenen Tal weiter ostwärts fließt. Er fließt auf der Grenze zum Tschad mit dem Mbéré zusammen. Ab da wird der weitere Verlauf in den meisten Quellen als Logone Occidental bezeichnet.

## Hydrometrie
Die Durchflussmenge des Flusses wurde in Touboro, bei etwa 90 % des Einzugsgebiets, in m³/s gemessen

## Bezeichnung
Es gibt mehrere Namensunklarheiten bei den Flüssen der Region. Abgesehen davon, dass ein weiterer Fluss namens Vina im gleichen Gebiet seine Quellen hat, ist auch die Bezeichnung des Gewässers nach dem Zusammenfluss des Vina mit dem Mbéré unterschiedlich. In manchen Quellen heißt er weiter Vina bis zur Mündung des Nya und ab da Logone Occidental; in anderen schon ab dem Zusammenfluss des Vina mit den Mbéré. In weiteren mündet der Vina in den Mbéré, der durch den Zusammenfluss mit dem Pendé den Logone bildet.